# Valence (Tarn-et-Garonne)
Valence település Franciaországban, Tarn-et-Garonne megyében. Lakosainak száma 5287 fő (2022. január 1.). Valence Clermont-Soubiran, Espalais, Gasques, Golfech, Goudourville, Malause, Merles és Pommevic községekkel határos.

## Népesség
A település népessége az elmúlt években az alábbi módon változott:
| Lakosok száma | 5174 | 5277 | 5247 | 5221 | 5213 | 5205 | 5233 | 5256 | 5287 |
|               | 2013 | 2015 | 2016 | 2017 | 2018 | 2019 | 2020 | 2021 | 2022 |